# Weisdale

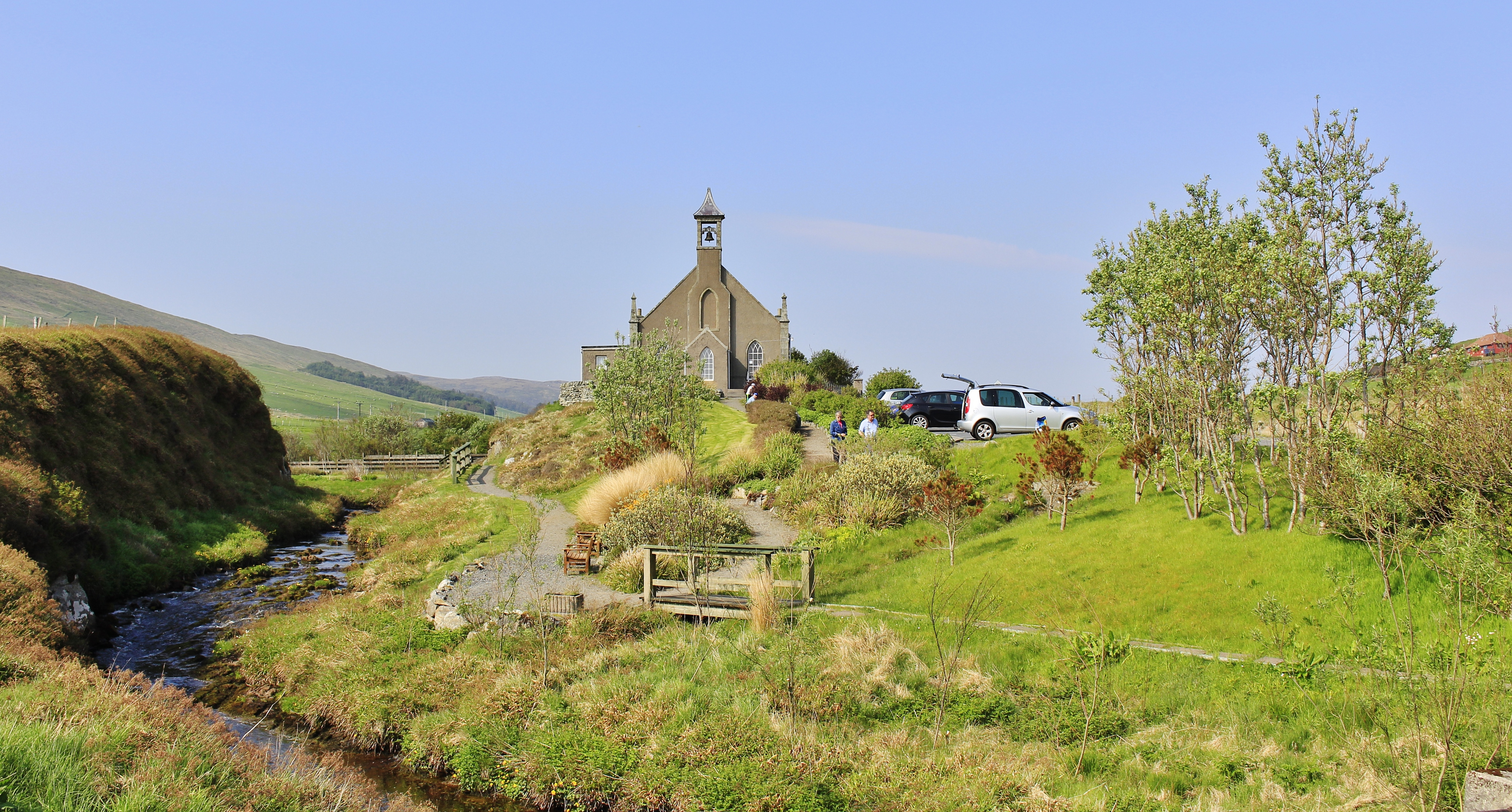
Blick auf die Kirche

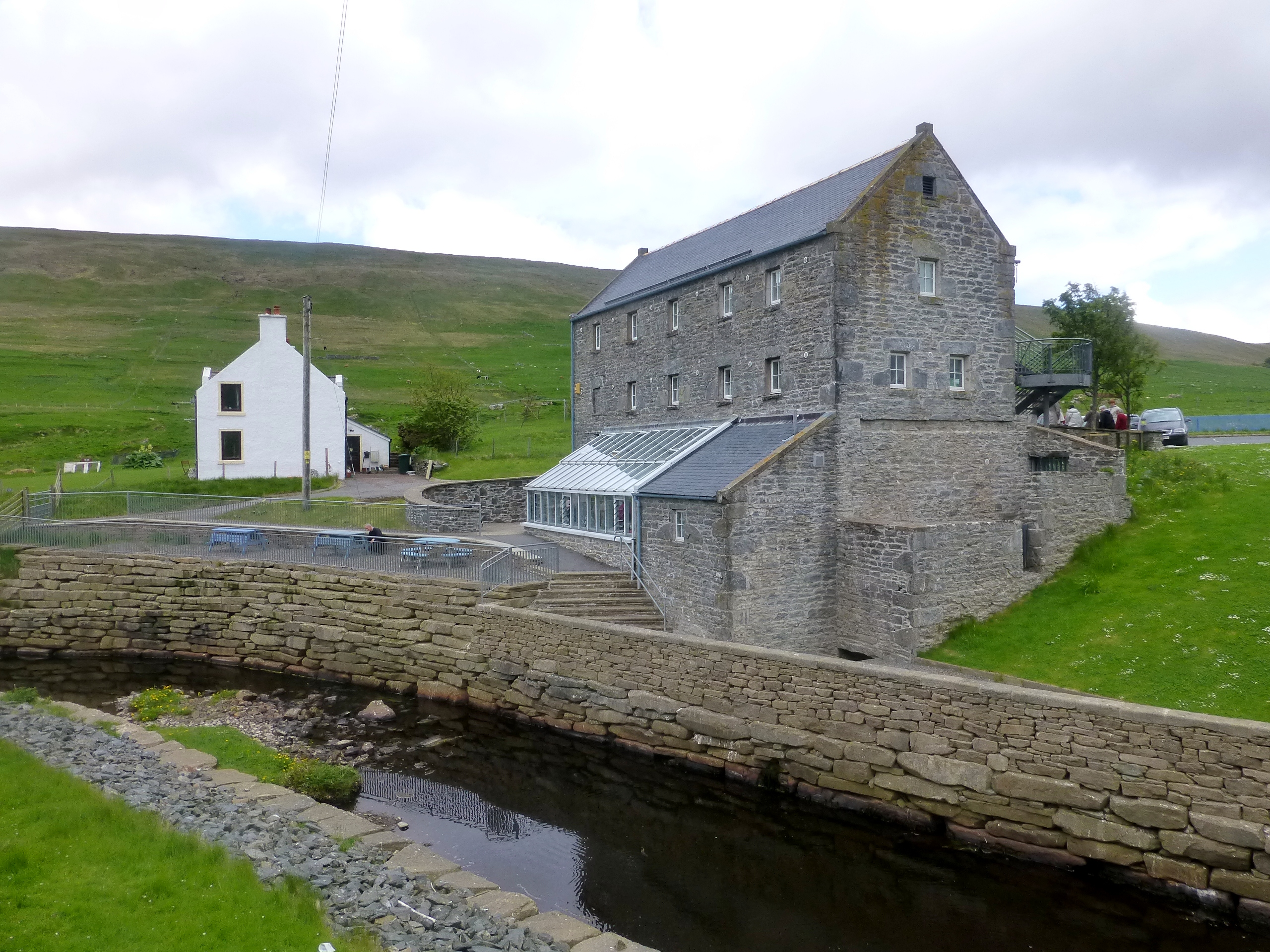
Die Mühle von Weisdale

Weisdale sind ein Tal und eine Ortschaft, die im Südwesten der zu Schottland zählenden Shetlands liegen.

## Geographie
Weisdale liegt im Westen von Mainland in einer flachwelligen Landschaft mit der Meeresbucht Weisdale Voe im Südwesten. Überragt wird es von den Bergen Hill of Sound, Weisdale Hill und West Hill of Weisdale auf der westlichen sowie Clingera, East Hill of Weisdale, Hill of Moustoft, Hill of Huxter, Hill of Hellister und Hill of Strom auf der östlichen Seite. Nach Lerwick sind es 17 Kilometer im Süden. Ortschaften in der Nähe sind Tresta im Westen, Heglibister im Südwesten sowie Hellister und Kalliness im Süden.

## Historisches
In Weisdale hatten früher hauptsächlich Crofter gelebt. Geändert hatte sich dieses, nachdem, in den 1970er Jahren, in der Nähe von Kalliness mit der Förderung von Öl begonnen worden war. Im Rahmen der historischen Gliederung Schottlands in Civil Parishes zählt Weisdale zu Tingwall. Hier sind drei Bauwerke als Listed Building in unterschiedlichen Kategorien eingestuft worden. Diese sind das South Setter House, die Mühle Weisdale Mill sowie die Kirche Weisdale Church.

## Verkehr
Weisdale liegt am Anfang B9075, die über Catfirth nach Laxo im Nordosten führt. In Weisdale zweigt sie von der A971 ab, die die zentrale Straße im Westen von Mainland ist.

## Söhne und Töchter des Ortes
- John Clunies-Ross (1786–1854), schottischer Kapitän